# كيرا تشابلن
كيرا تشابلن (بالإنجليزية:Kiera Chaplin) (مواليد 1 يوليو 1982 - ) ممثلة وعارضة أزياء بريطانية. وهي حفيدة الممثل المعروف تشارلي تشابلن.

## روابط خارجية
- كيرا تشابلن على موقع IMDb (الإنجليزية)
- كيرا تشابلن على موقع ألو سيني (الفرنسية)
- كيرا تشابلن على موقع أول موفي (الإنجليزية)
- كيرا تشابلن على موقع ديسكوغز (الإنجليزية)
- كيرا تشابلن على موقع قاعدة بيانات الفيلم (الإنجليزية)
- كيرا تشابلن على موقع كينوبويسك (الروسية)
- كيرا تشابلن على موقع دليل عارضات الأزياء (الإنجليزية)